# Esercito sasanide
L'esercito sasanide (persiano: ارتش ساسانيان, Artesh-e Sāsāniyān; pahlavi: سپاه, Spâh, "esercito") nacque con la riforma introdotta da Ardashir I, primo sovrano sasanide e difese l'Eranshahr (il "regno dell'Iran") per oltre 400 anni, fino alla conquista araba.

## Contesto storico
Le ripetute disfatte subite dai Parti da parte degli imperatori romani del II secolo, generarono discredito sulla dinastia arsacide, alimentando un movimento nazionale all'interno dell'attuale Iran. E così nel 224 un nobile persiano, di nome Ardashir I, messosi a capo di una rivolta, riuscì a porre fine al regno dei Parti "in tre battaglie". La nuova dinastia dei Sasanidi, il cui eponimo Sāsān pretendeva di discendere da Dārā (Dario), l'ultimo sovrano achemenide,, sostituì una dinastia più tollerante, con una centralista, altamente nazionalista e impegnata in una politica di espansione imperialistica, destinata ad essere avversaria orientale dei Romani fino al VII secolo.
(Erodiano, Storia dell'impero dopo Marco Aurelio , VI, 2.6.)
I Sasanidi rivendicavano il possesso di tutto l'impero che era stato degli Achemenidi, ivi compresi i territori, ora romani, dell'Asia Minore e del Vicino Oriente fino al mar Egeo.
(Erodiano, Storia dell'impero dopo Marco Aurelio , VI, 2.2.)
Ardashir, fondatore della dinastia sasanide, per consolidare il proprio potere riformò l'esercito, creando una forza armata permanente e sotto il suo diretto controllo, i cui ufficiali facevano una carriera separata dai satrapi e dalla nobiltà locale. Ardashir ripristinò le organizzazioni militari achemenidi (da cui i Sasanidi affermavano di discendere), mantenne le formazioni di cavalleria dei Parti e utilizzò nuovi tipi di armature e di tecniche d'assedio.
Per tutta la sua esistenza, l'esercito sasanide contribuì a fare dell'Eranshahr una delle due "superpotenze" dell'Eurasia occidentale della tarda antichità; oltre a scontrarsi con i Romani a occidente, le forze sasanidi furono principalmente impiegate per la difesa della parte orientale del regno dalle incursioni delle tribù nomadi dell'Asia centrale, come gli Unni bianchi e i Turchi.
Sembra che a partire dal 229/230, Sasanidi e Romani si scontrarono per la prima volta. Sappiamo infatti che le armate persiane assediarono nel 229, seppure inutilmente, la città "alleata" ai Romani di Hatra (per farne una base di attacco contro questi ultimi. L'anno successivo i Sasanidi avanzarono nella Mesopotamia romana ponendo sotto assedio molte guarnigioni lungo l'Eufrate, Nisibis e forse invadendo le province romane di Siria e Cappadocia.
La reazione romana non si fece attendere. Nel 232, i Romani invasero la Media, puntando alla capitale Ctesifonte, già diverse volte occupata dalle armate romane al tempo dei Parti. Alla fine di questa campagna Romani e Sasanidi accettarono lo status quo ante bellum. Il risultato finale fu che Ardashir mise da parte temporaneamente le sue mire espansionistiche ad Occidente per cinque o sei anni, ed a concentrarsi nel consolidamento del suo potere ad oriente.
Era iniziato così un lungo conflitto che durò per ben quattro secoli, fino all'invasione araba del VII secolo, in cui entrambi i contendenti, cercando di guadagnare antichi territori (in Mesopotamia, Siria e Armenia), si trovarono poco dopo a perderli, per poi rioccuparli, alternando fasi vittoriose a disfatte rovinose.

## Struttura per unità

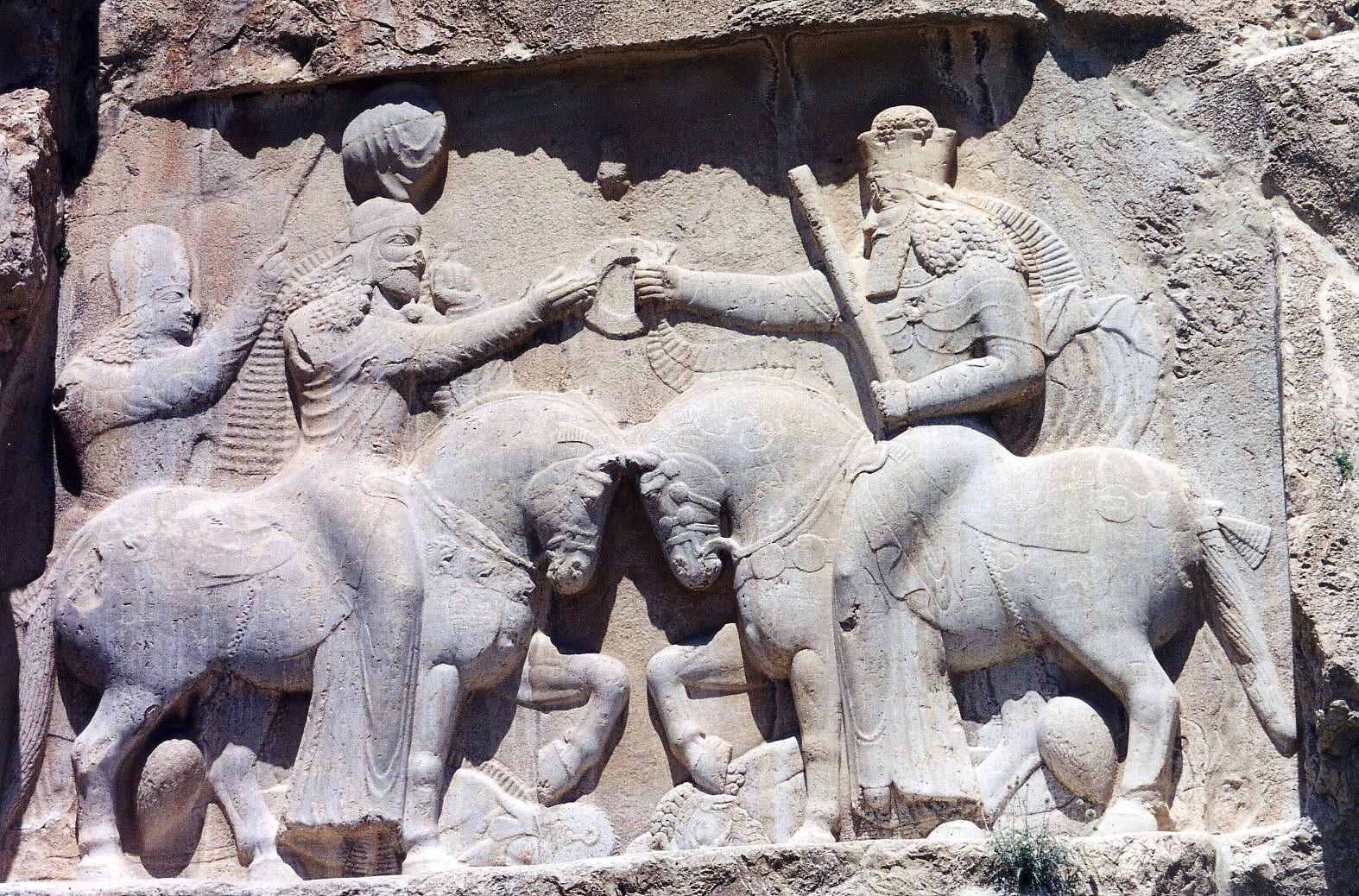
Ardashir I, primo sovrano dei persiani Sasanidi, è incoronato sovrano dal dio Ahura Mazdā, succedendo così alla dinastia dei Parti.

Le principali modifiche che portarono con il tempo furono l'aver abbandonato quasi interamente i carri da guerra, l'introduzione del corpo degli elefanti e un maggiore utilizzo della cavalleria sul modello dei Parti, sia pesante (catafratti) sia di arcieri a cavallo. Sappiamo, inoltre, che questo esercito non era permanente come quello romano, con soldati di professione pagati regolarmente per il loro mestiere. Vi era un'eventuale divisione del bottino finale. Ci troviamo piuttosto di fronte ad un sistema simile a quello feudale, dove per ogni campagna era necessario assemblare un esercito di volta in volta, composto da nobili a capo dei loro "clan", sottoposti poi sotto il comando di un principe della casa reale.
Usavano soprattutto l'arco ed il cavallo in guerra, diversamente dai Romani che prediligevano la fanteria, tanto che i Sasanidi si dice crescessero fin dall'infanzia, cavalcando e tirando con le frecce, vivendo costantemente per la guerra e la caccia. In sintesi l'esercito sasanide era, così, composto da:
1. Guardia degli Immortali (unità d'élite);
2. Nobili (Azadan) e Savaran (cavalleria d'élite);
3. Elefanti da guerra;
4. Cavalleria leggera (armata d'arco);
5. Cavalleria corazzata media (corazzatura di medio spessore e armamento costituito da lancia e scudo);
6. Cavalleria clibanaria (cavalleria pesante armata di mazza e spada);
7. Cavalleria catafratta (Cavalleria pesante armata di lance).

### Cavalleria catafratta

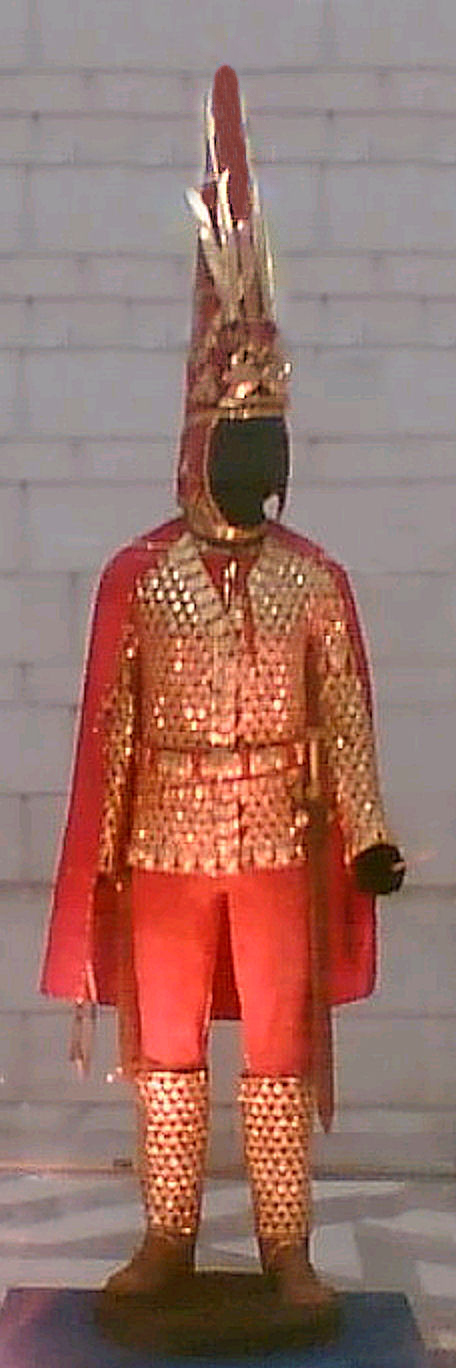
Divisa di un guerriero catafratto ritrovata in Kazakistan.

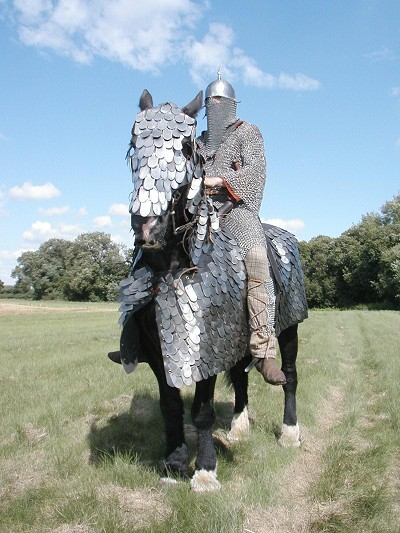
Ricostruzione di un cavaliere catafratto sasanide.

La spina dorsale dell'esercito (persiano سپاه, "spāh") sasanide era la sua cavalleria pesante corazzata, come in passato lo era stata per i Parti-Arsacidi. Essa era composta da nobili che si sottoponevano a un pesante addestramento militare e a manovre di cavalleria, guadagnando un eccezionale livello di disciplina che faceva di loro un autentico corpo d'élite. All'interno della struttura militare sasanide, la cavalleria era l'elemento di maggior peso e le tattiche della cavalleria sasanide furono adottate dai Romani, dagli Arabi e dai Turchi. L'armamento della loro cavalleria, le tattiche belliche,  i loro emblemi, le abitudini, l'etichetta di corte e i loro costumi influenzarono la cultura romano-bizantina. Fu dopo numerose guerre fra Sasanidi e Romani che i Romani cominciarono a capire l'importanza della cavalleria pesante, e presero quindi a riorganizzare le loro unità ispirandosi ai modelli orientali in genere e sasanidi in particolare. Essi chiamarono le neocostituite unità clibanarie, dal nome di un forno, come metaforicamente si intendeva divenissero le pesanti armature, a causa delle alte temperature che potevano raggiungere al loro interno sotto il sole cocente.
Shapur II (Sapore II) riformò l'esercito adottando una cavalleria ancor più pesante e maggiormente efficiente. Queste unità montate indossavano armature di spesse placche di ferro che ricoprivano l'intero corpo. Ciò le rendeva assai simili a statue di ferro che si muovevano. Alcuni cavalieri erano armati di lancia e altri di spada o mazza. Esistono riproduzioni di una simile cavalleria, la meglio conservata delle quali è un bassorilievo di roccia a Taq-e Bostan, dove Khosrau II (Cosroe II) inforca il suo cavallo favorito Shabdiz. Questa è la descrizione che fa di questo reparto, Libanio, al tempo di Sapore II:
(Libanio, Orationes, LIX, 69-70.)

### Cavalleria leggera con arcieri
Assieme alla cavalleria pesante, esisteva la cavalleria leggera (con arcieri) che non era composta da sasanidi ma da soldati reclutati fra i loro alleati, integrati da truppe mercenarie. Gelani (Guilani), Albani, Eftaliti (Unni bianchi), Kushani e Cazari erano i principali costituenti di queste cavallerie leggere o medie. Esse erano parte integrante dell'esercito (spah) per la loro resistenza e la loro celerità sul campo da battaglia.

### Reparti con elefanti da guerra
Entrambi i tipi di cavalleria erano rafforzati da elefanti da guerra (come ricorda anche Libanio durante le campagne militari di Sapore II) e da reparti appiedati di arcieri che rovesciavano sul nemico nugoli di frecce. I reparti con gli elefanti erano schierati in prima linea. Pur non essendo particolarmente numerosi assolvevano assai bene il loro compito, terrorizzando gli avversari per la mole gigantesca, i barriti o il fetore dei loro corpi, portandoli anche a fuggire di fronte alle loro cariche, riuscendo ad esempio a vincere nella battaglia del Ponte contro gli Arabi per il terrore provocato in essi dalla vista di quei pachidermi lanciati in corsa contro le loro difese, non preparate a un simile urto.
La loro efficacia dipendeva però strettamente dalla natura del terreno, che doveva essere in una pianura abbastanza ampia, mentre poco o nulla potevano in terreni rotti, montagnosi o silvestri. I reparti con gli elefanti erano guidati da un ben preciso comandante, chiamato Zend−hapet, o "Comandante degli indiani", perché gli animali venivano appunto dall'India, ovvero perché essi erano condotti da mahut, nativi dell'Hindustan. Tali enormi animali agivano da vere e proprie torri mobili sui campi di battaglia e causavano panico e disordine nei ranghi nemici, aprendo varchi nelle linee avversarie entro cui si lanciavano poi le cavallerie.

### Fanteria
La fanteria era composta prevalentemente da lancieri in modo "leggero", che, come i loro antenati achemenidi, erano di scarso valore nel combattimento. Procopio di Cesarea li derideva, infatti, definendoli "una folla di contadini miserabili che entrano in battaglia per nessun altro scopo che quello di scavare attraverso i muri e per spogliare gli uccisi e in generale per servire i soldati [cioè i cavalieri]." Vi erano però anche alcuni reparti di fanteria "pesante", che in questo caso erano anche ben pagati ed equipaggiati, e provenivano soprattutto dalle regioni di Gilan e della Sogdiana. Qui di seguito i principali reparti di fanteria sasanide:
- Daylami: fanteria pesante,
- Dailamites: élite della fanteria,
- Paighan: fanteria medio armata con lance e grandi scudi,
- Lancieri di leva,
- Kamandaran: élite di arcieri a piedi,
- Truppe leggere a distanza, come i lanciatori di giavellotti curdi.

### Arcieri
Vi era poi il reparto di arcieri, che costituiva l'élite della fanteria persiana. Essi erano addestrati per fornire copertura all'avanzata di altri reparti attraverso le loro frecce, che venivano scagliate con estrema rapidità e precisione. Gli scudi in uso erano ancora quelli adottati dai Persiani Achemenidi, che a loro volta li avevano copiati dagli Assiri (chiamati spara). Spesso erano posti in terra dalla fanteria della prima fila, formando così una fitta-parete con piccole aperture tanto da permettere agli arcieri di poter scagliare con precisione le loro frecce e rimanere adeguatamente coperti, almeno fino a quando il nemico si trovava ad una distanza di sicurezza. A volte gli arcieri, invece di combattere in prima linea, erano mescolati con la cavalleria pesante. Essi lanciavano, avanzando contro il nemico, una serie di scariche costanti tra le file dei cavalieri, rimanendo protetti dalla cavalleria pesante, considerando che raramente le legioni si azzardavano a caricare la cavalleria pesante in modo rapido. Nel caso in cui fossero costretti a ritirarsi, riuscivano a tirare lo stesso con l'arco, girati all'indietro, mentre fuggivano, rimanendo un reparto particolarmente temibile per i Romani.

## Uomini, organizzazione e gerarchia interna

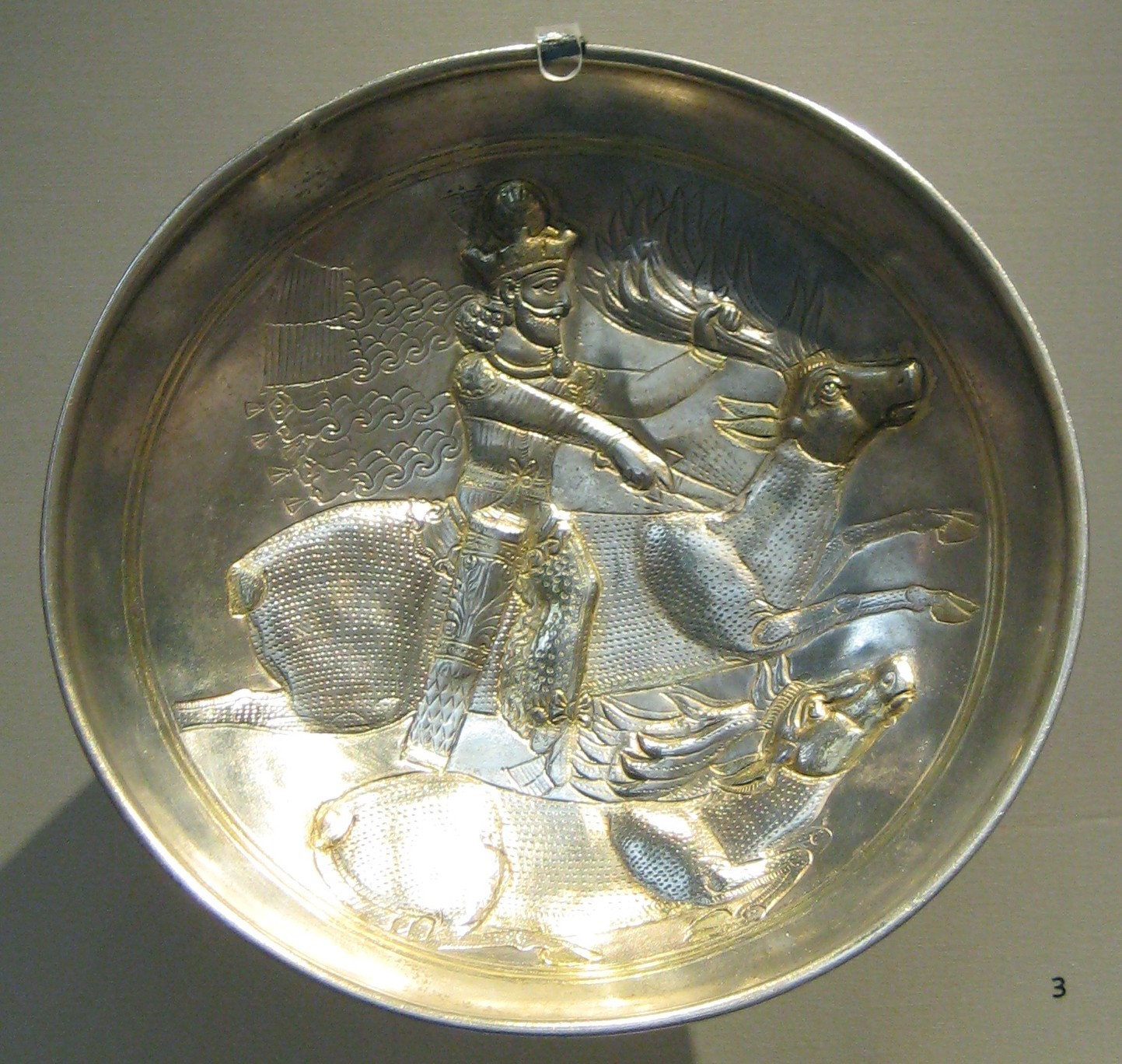
Piatto d'argento ed oro raffigurante il sovrano sasanide Sapore II.

Sembra non ci fossero ufficiali esperti d'armi che prestassero servizio in modo continuo e neppure un sistema di reclutamento durevole, poiché non vi erano unità militari permanenti, sebbene molti fossero i nobili a disposizione dell'esercito sasanide. Per questi motivi, spesso ingaggiavano armate mercenarie. Ecco come ci descrive Ammiano Marcellino il capo dell'esercito sasanide, il "Re dei Re" Sapore II, poco prima dell'assedio di Amida del 359:
(Ammiano Marcellino, Storie, XIX, 1.1-5.)
Qui di seguito la gerarchia base di un'armata sasanide:
- Erān Spahbod: comandante in capo.
- Spahbod: generale di campo.
- Pādgospān o Paduspān (in lingua persiana: پادوسبان): comandante di ciascuna delle quattro divisioni provinciali, divise durante il regno di Cosroe I.
- Marzbān o Kanārang: equivalente ad un Margravio o comandante della guardie di confine; secondo Procopio di Cesare, aveva lo stesso grado dell'Impero bizantino dello stratego o magister militum.
- Poshtikbān Sālār: a capo delle guardie imperiali.
- Erān anbāraghbad: grado Senior, responsabile per gli approvvigionamenti delle truppe.
- Stor Bezashk: addetto Senior alla ricerca dei migliori cavalli per la cavalleria.
- Argbadh: comandante di un forte o fortezza.
- Pāyygān Sālār: comandante di una divisione di fanteria.
- Savārān Sardār: comandante di una divisione di cavalleria.
- Gond Sālār: comandante di una divisione gond.

## Tattica

### Armamento

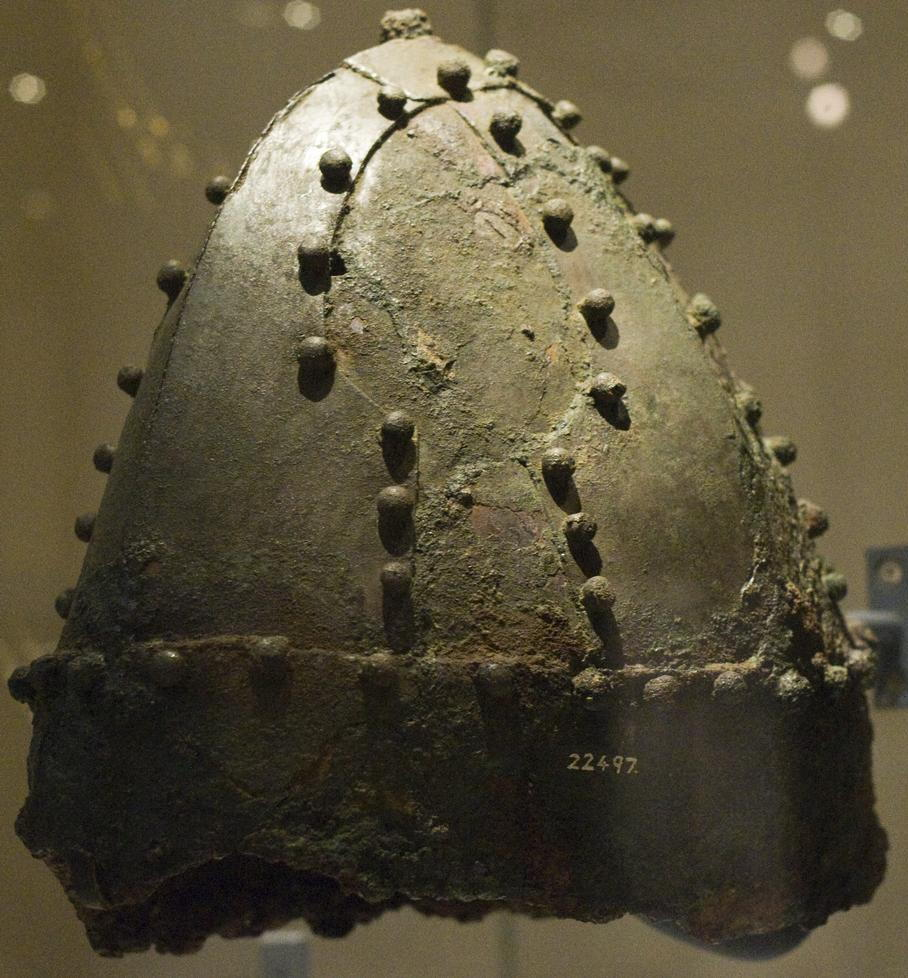
Elmo sasanide del V secolo (British Museum, Londra

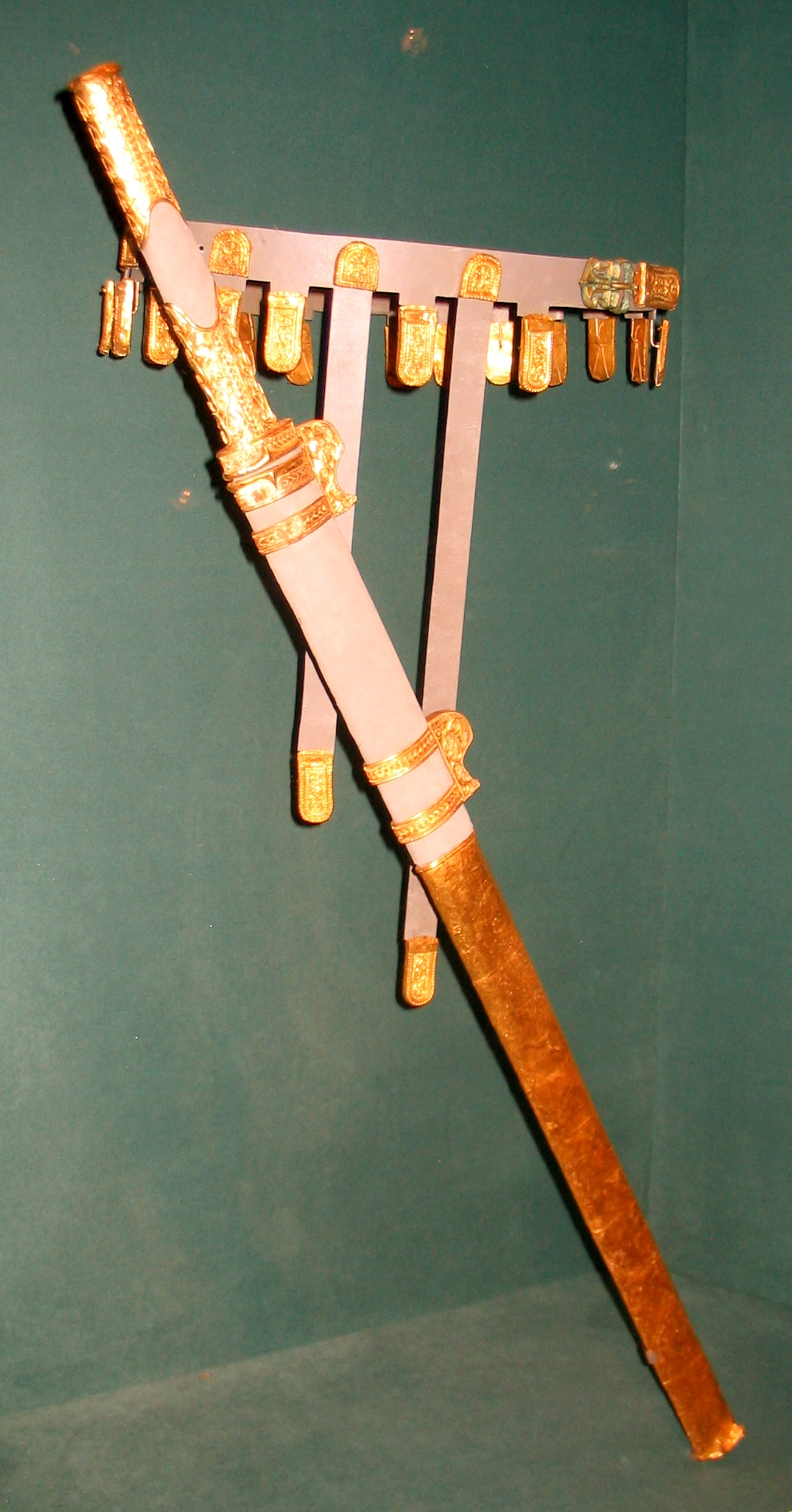
Spada sasanide del VII secolo.

L'equipaggiamento militare dei cavalieri pesanti sasanidi era così costituito:
- Cavalleria clibanaria: elmo, usbergo (Pahlavi griwban), pettorale, cotta di maglia, guanto protetto (Pahlavi abdast), cintura, cosciali (Pahlavi ran-ban ) spada, mazza, arco con tre elementi e due corde di ricambio, faretra con 30 frecce, due ulteriori corde per arco e copertura corazzata per il cavallo (zen-abzar).
- Cavalleria catafratta elmo, usbergo, pettorale, cotta di maglia, guanto protetto, cintura, cosciali, arco con due elementi e due corde di ricambio, faretra con 30 frecce, lancia e armatura per il cavallo (zen-abzar); e ciò talvolta s'aggiungeva un lazo (kamand) o una frombola con le relative pallottole a sfera.

I pochi reparti di fanteria pesante erano armati con maglie di ferro, spada o mazza.

### Tecniche d'assedio
A differenza dei Parti arsacidi, i Sasanidi cercarono di assimilare le tecniche di assedio dei loro avversari romani, mai veramente apprese dai loro predecessori. Per comprendere meglio come si erano evoluti, ormai quasi al pari dei Romani, basterebbe analizzare ciò che accadde durante l'assedio di Dura Europos del 256 quando gli eserciti di Sapore I, sottrassero importanti roccaforti al dominio romano in Siria, tra cui Dura Europos che questa volta, dopo una strenua resistenza fu definitivamente distrutta insieme all'intera guarnigione romana.
Si racconta che nel corso dell'assedio e successiva caduta di Dura Europos, i Sasanidi furono abili a costruire un tunnel sotto le mura cittadine, che permisero loro di introdursi di notte ed occupare la città. La guarnigione romana era riuscita a sacrificare la strada interna che costeggiava questo lato di mura oltre ai vicini edifici, con il riempimento di quest'area attraverso le macerie dei vicini edifici abbattuti, al fine di rafforzare la base delle mura contro i possibili attacchi persiani da sotto terra. I Romani procedettero, inoltre, con la costruzione di un cumulo di terra all'esterno delle mura, formando così uno spalto, sigillato con un mattoni di fango per evitarne l'erosione, lungo il lato occidentale che aveva il suo centro nella porta palmirena, ingresso principale alla città di Dura Europos. Ciò però non fu evidentemente sufficiente a salvarsi dall'attacco finale sasanide, sebbene nessuna fonte racconti in modo dettagliato di questo terribile assedio, durato alcuni mesi, sono rimati a testimonianza i numerosi scavi archeologici effettuati in loco.
Gli scavi archeologici hanno evidenziato numerosi tentativi di sfondamento da parte degli ingegneri di Sapore I: 
- questi ultimi, infatti, cominciarono a scavare sotto la cosiddetta torre n. 19, due torri a nord della porta palmirena. E quando i Romani vennero a conoscenza della minaccia, provarono a scavare anch'essi quale contromisura un tunnel parallelo, con l'obiettivo di attaccare i Persiani prima che potessero completare il loro lavoro. Ma i Persiani, accortisi di questa astuzia romana, respinsero l'attacco romano, sebbene i difensori della città, vedendo la fuga dei loro soldati dal tunnel romano, riuscirono a bloccarne l'uscita rapidamente, lasciando quelli che si erano attardati a fuggire intrappolati all'interno, dove morirono (a testimonianza, le monete di questi soldati romani, trovati lungo questo tunnel).
- Ancora i Persiani attaccarono la torre n. 14, la più meridionale lungo la parete occidentale. Essa si affacciava su un burrone profondo, nella parte meridionale della città. Questa volta il tunnel dei persiani ebbe in parte successo, poiché se da un lato essi causarono il crollo della torre in oggetto e di parte delle mura adiacenti, non riuscirono a sfondare in modo definitivo le difese romane, che avevano adottato la contromisura romana di rafforzare la base delle mura all'inizio dell'assedio.
- Questo nuovo insuccesso non scoraggiò i Persiani, i quali tentarono un terzo approccio per entrare in città. Fu costruita infatti una rampa, che doveva attaccare nuovamente la torre n. 14. E se i Romani tentarono disperatamente di fermare il progresso della rampa, contemporaneamente i Persiani costruirono un nuovo tunnel sotterraneo, che permettesse loro di condurre le armate persiane al di là delle mura romane, in fila per quattro. Alla fine i Sasanidi riuscirono a penetrare a Dura sia grazie alla rampa sia al tunnel.
- Vi è da aggiungere che proprio in questa occasione, i ricercatori moderni hanno riscontrato di aver trovato le prove che i persiani utilizzarono "gas velenosi" a Dura Europos, contro i difensori romani durante l'assedio. Sono stati infatti messi in luce i resti di 20 soldati romani ai piedi delle mura della città, i quali, secondo un archeologo dell'Università di Leicester, sembrano essere stati "contagiati" da gas velenosi in seguito all'accensione di bitume e cristalli di zolfo, utilizzati probabilmente lungo il tunnel sotterraneo scavato dai sasanidi. I soldati romani che avevano così costruito un tunnel parallelo, si trovarono imprigionati quando le forze sasanidi rilasciarono il gas contro i Romani. Un solo soldato sasanide fu scoperto tra i corpi romani, tanto da farlo ritenere il responsabile dell'aver rilasciato i gas, prima che i fumi lo uccidessero anch'egli.[30][31]

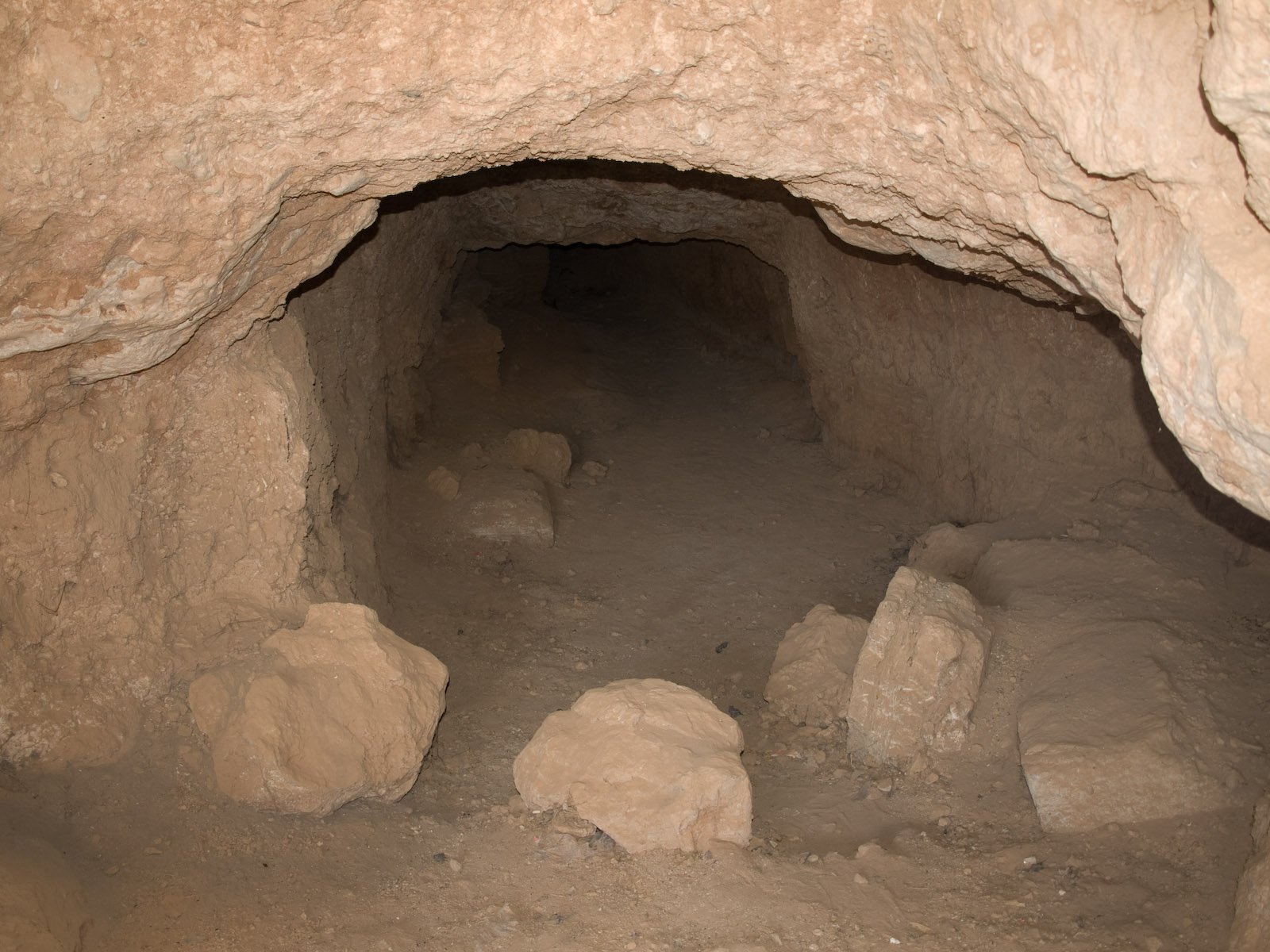
Il tunnel scavato dai Sasanidi nel corso dell'assedio del 256.
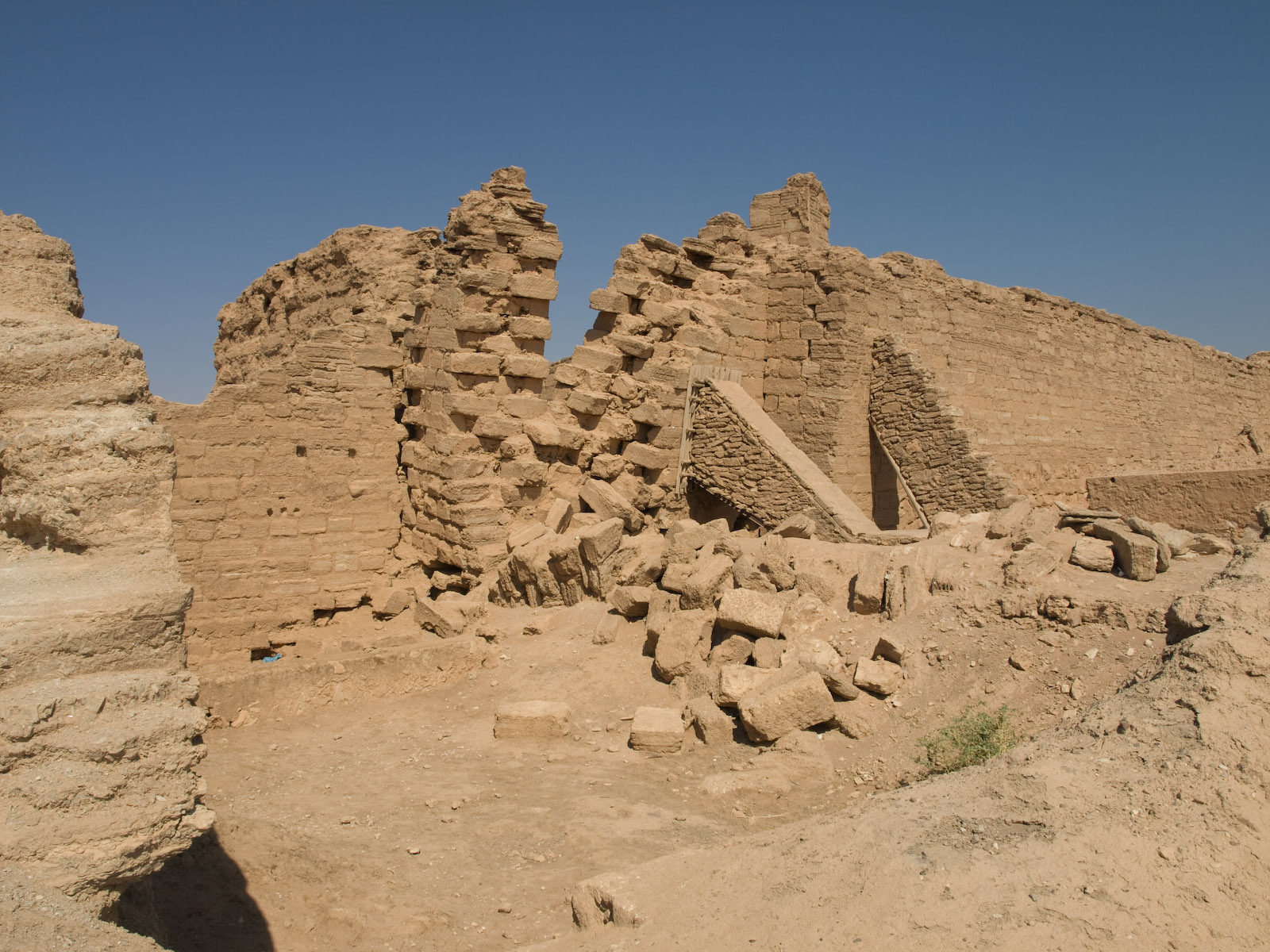
Le mura collassate durante l'assedio.
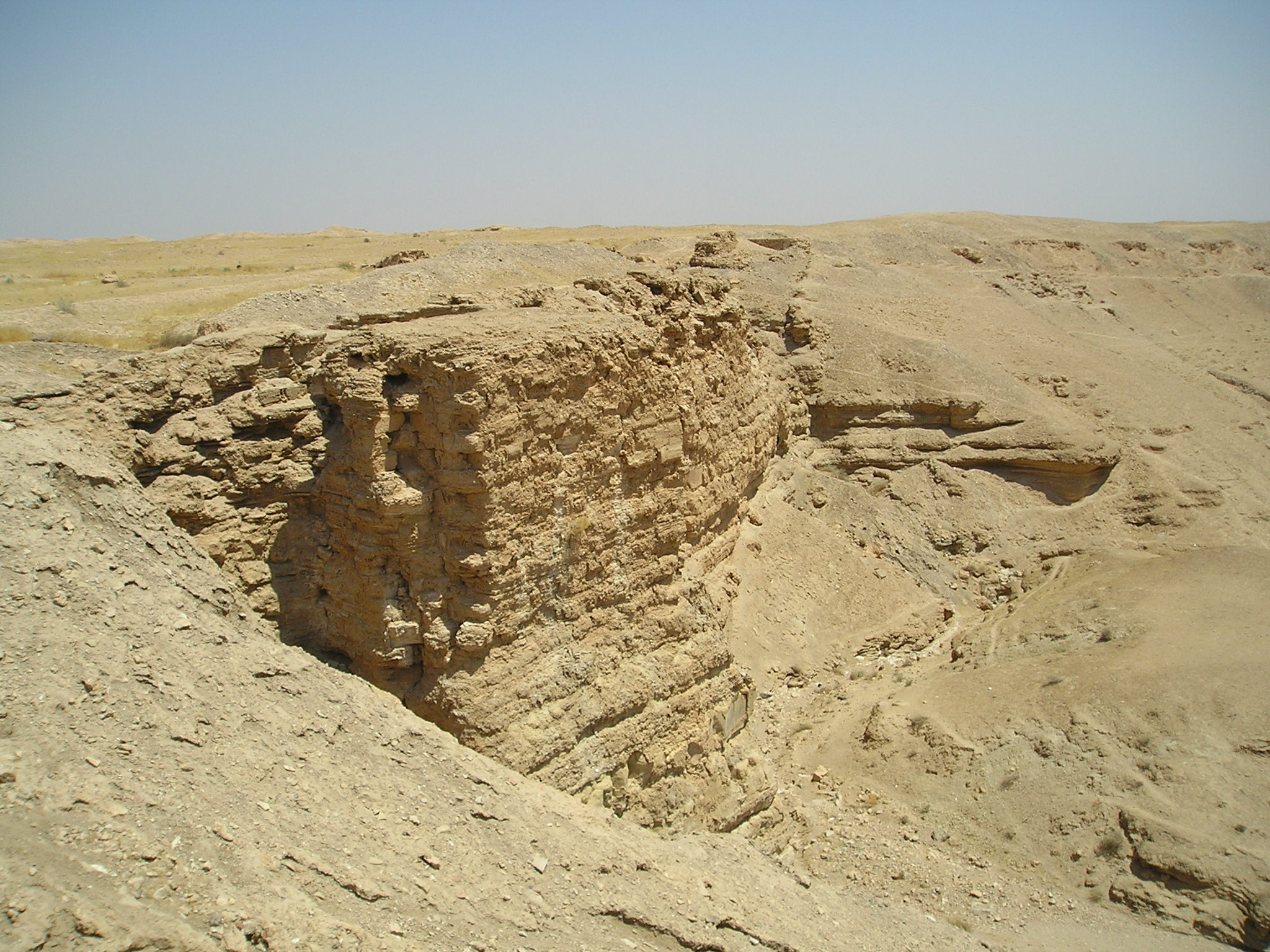
Il lato meridionale delle mura di Dura Europos, lungo un profondo wuadi, da dove fu condotto un nuovo assalto sasanide.
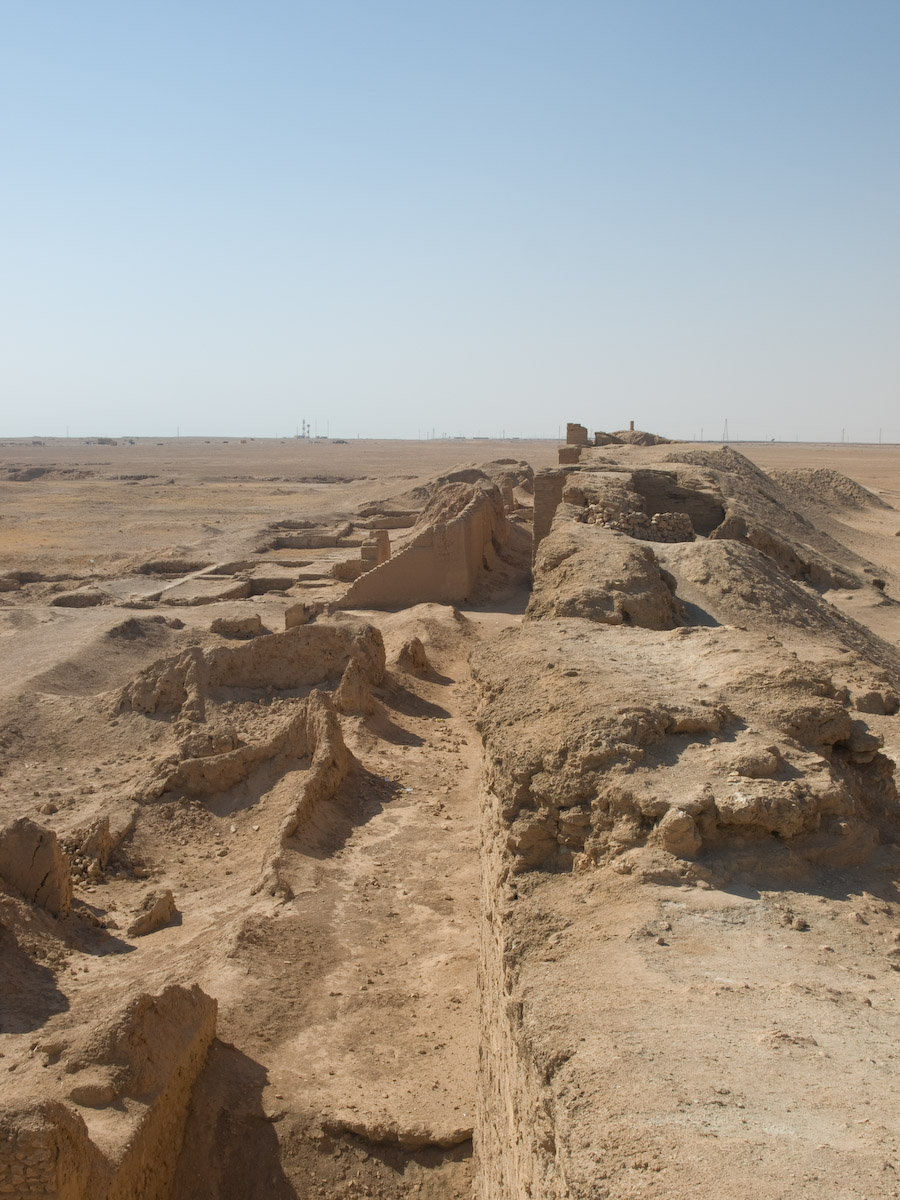
Le mura occidentali nei pressi della casa-chiesa cristiana, poco a sud della "porta palmirena"

Altro assedio di un secolo successivo, che bene mette in mostra le capacità sasanidi in questo settore fu quello di Amida del 359 da parte del Re Sapore II. Ecco come ci narra alcune fasi salienti dello scontro tra Sasanidi e Romani Ammiano Marcellino:
(Ammiano Marcellino, Storie, XIX, 2.2-8)
Dopo il quinto giorno, l'assedio si fece sempre più pressante:
(Ammiano Marcellino, Storie, XIX, 5.1.)

## Dimensione
Riguardo alle dimensioni delle armate sasanidi abbiamo qualche indicazione dagli autori greci o latini del vicino Impero romano/Impero bizantino:
| Data | N. totale armati | Popoli coinvolti       | Dove                     |
| ---- | --- | ---------------------- | ------------------------ |
| 232  | 150 000 circa (forze pari a quelle romane), tra cui 700 elefanti, 1 800 carri falcati e 120 000 cavalieri clibanari. | guerre romano-sasanidi | contro Alessandro Severo |